# Мячёва
Мячёва — деревня в Пудожском районе Республики Карелия Российской Федерации. Входит в состав Пудожского городского поселения.

## География
Расположена на юго-востоке республики на озере — старице реке Водла, у ручья Рандручей.
Фактически вошла в черту города Пудож.

## Население
Население учитывается в составе города Пудожа.

## Инфраструктура
Личное подсобное хозяйство.

## Транспорт
Доступна автомобильным транспортом.